# 三水村
三水村（さみずむら）は、長野県上水内郡にあった村。
リンゴの生産が盛んである。
2004年8月11日に、上水内郡牟礼村と合併協議会を設立し、2005年10月1日に飯綱町となった。

## 地理

### 隣接していた自治体
- 上水内郡 信濃町、豊野町、牟礼村
- 下水内郡 豊田村

## 歴史

### 村名の由来
倉井用水・芋川用水・普光寺用水の3つの用水（水）から三水という名称になったと伝えられている。

### 沿革
- 1889年（明治22年）4月1日 - 町村制の施行により、芋川村・普光寺村・倉井村・赤塩村・東柏原村および川谷村の一部（風坂組）の区域をもって発足。
- 1956年（昭和31年）1月1日 - 一部が古間村に編入。
- 2005年（平成17年）10月1日 - 牟礼村と合併して飯綱町が発足。同日三水村廃止。

## 交通

### 道路
一般国道
- 国道18号

県道（一部）
- 長野県道60号長野荒瀬原線
- 長野県道96号飯山妙高高原線
- 長野県道362号牟礼永江線
- 長野県道505号三水中野線

### 鉄道
村内に鉄道は通っていなかった。最寄り駅は東日本旅客鉄道 信越本線の牟礼駅であった。